# Forces françaises à Berlin
Les Forces françaises à Berlin sont les unités des Forces françaises en Allemagne restées stationnées à Berlin-Ouest après la Seconde Guerre mondiale et pendant la guerre froide, en vertu des accords des conférences de Yalta et de Potsdam. Elles constituent les homologues françaises de la Berlin Brigade américaine et de la Berlin Infantry Brigade (en) britannique.

## Historique

Le secteur français au nord-ouest de la ville

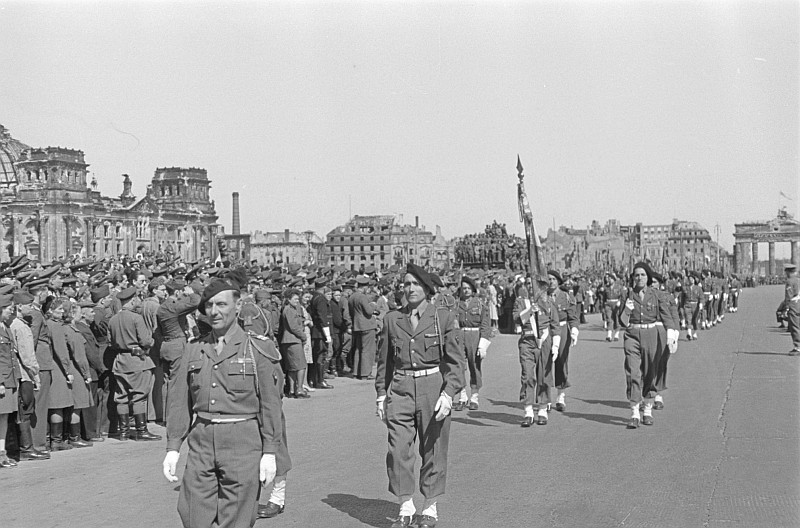
Défilé de soldats français du RIA devant les ruines du Reichstag le 8 mai 1946.

Par accord entre les Alliés, après la capitulation sans condition du 8 mai 1945, Berlin a été divisée en quatre secteurs. Les puissances alliées, la France, l'Union soviétique, le Royaume-Uni et les États-Unis se sont réparti à chacune le contrôle d'un secteur, avec l'autorisation d'y installer des troupes. Le contrôle du secteur nord de la ville (Reinickendorf et Wedding) est attribué à la France.
Le premier contingent français est arrivé à Berlin le 3 juillet 1945.
Les troupes de la 1re armée française ont stationné à Berlin en 1947. Leur siège était l'actuelle caserne Julius-Leber, située à Berlin-Wedding et nommée alors Quartier Napoléon. De nombreux soldats et leurs familles étaient logés à la cité Foch, à Berlin-Wittenau puis à la cité Joffre, Berthezène et Guynemer dans le district de Reinickendorf .
Après le retrait de l'Union soviétique du Conseil de contrôle allié et le début de la crise de Berlin en 1961, des unités des trois autres alliés ont été chargées de protéger Berlin-Ouest contre les troupes soviétiques et la Nationale Volksarmee de République démocratique allemande, puisque la République fédérale n'a pas été autorisée à faire entrer des unités de la Bundeswehr à Berlin.
Les troupes françaises sont devenues les Forces françaises stationnées à Berlin (FFSB) en 1990.
Après la fin de la guerre froide et le traité quatre plus deux, toutes les troupes alliées ont quitté Berlin en 1994. Une dernière parade a été organisée le 8 septembre 1994, dans la cour du château de Charlottenburg.

## Unités
- Unités de combat :

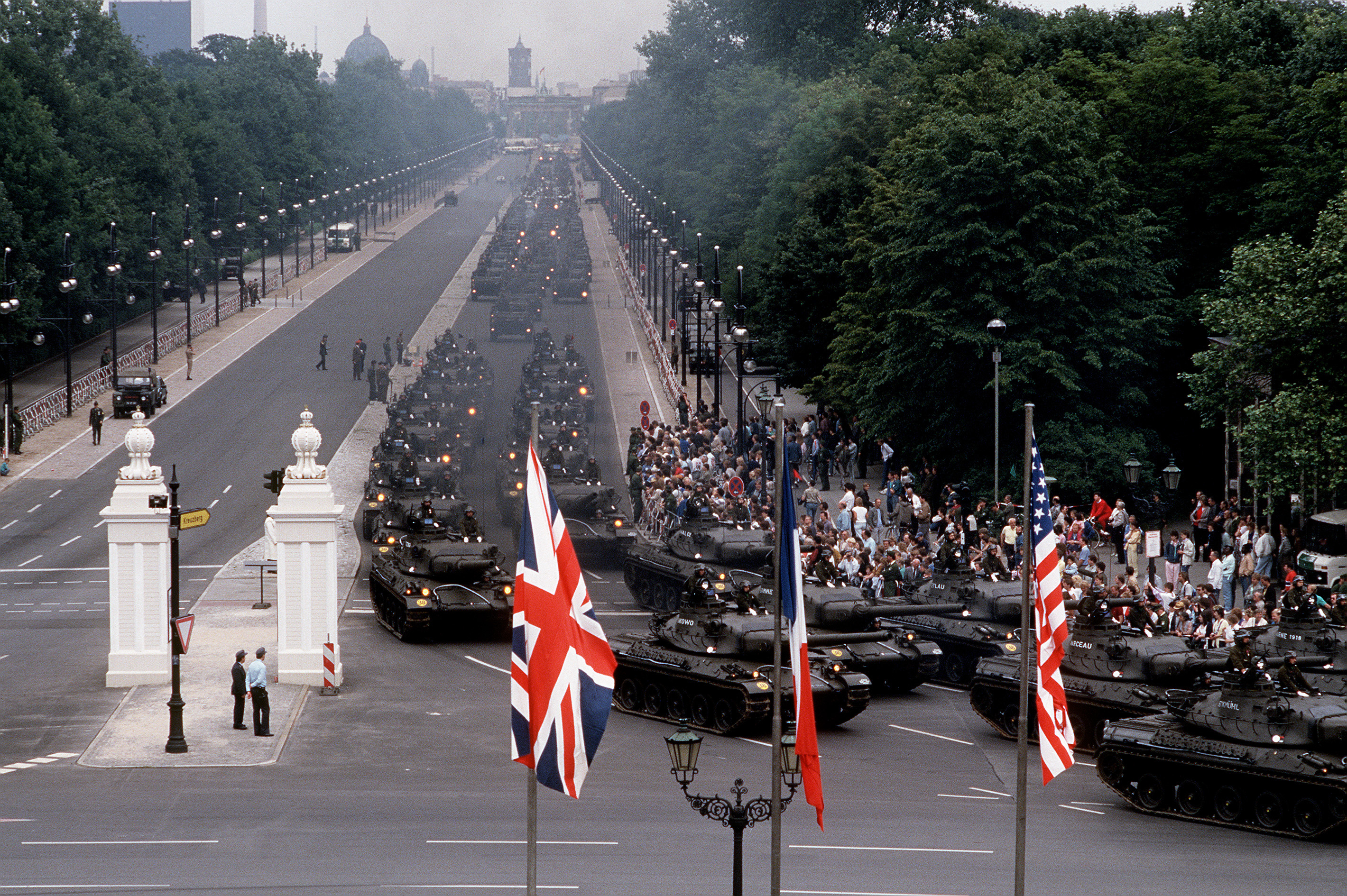
Parade du 11e régiment de chasseurs le 11 juin 1988 lors de la journée des forces alliées. Au premier plan, des AMX-30B2 suivis de VAB.

  - 11e régiment de chasseurs (41 AMX-30 en dotation en 1989[3], des AMX-13 en ligne jusqu'en 1985 au moins)
  - 46e régiment d'infanterie
  - 110e compagnie du génie
  - Centre d'entraînement commando (CEC no 10)
- Unités de soutien :
  - 11e compagnie de transmission
  - Gendarmerie Berlin
  - Hôpital Louis-Pasteur
  - Base aérienne 165 Berlin Tegel
  - Groupement de soutien
  - Quartier général
  - Direction des transports et de la circulation de Berlin
  - État-Major
  - Détachement de l'Aviation légère de l'armée de terre (DETALAT)[4]

S'y ajoute la Mission militaire française de liaison, financée par les FFB et hébergée au Quartier Napoléon, mais rattachée directement à l'état-major des Forces françaises en Allemagne.